# Quercus sichourensis
Quercus sichourensis és una espècie de roure que pertany a la família de les fagàcies i està dins del subgènere Cyclobalanopsis, del gènere Quercus.
És un arbre perennifoli que arriba als 20 m d'altura. Les branques són gruixudes, solcades lleugerament, rodones, amb lenticel·les rodones de color marró grisenc. Les fulles fan 12-21 x 5-9 cm, oblongues a ovals, el·líptiques, coriàcies, de gruix; àpex agut, base arrodonida o àmpliament cuneïforme, marge lleugerament dentat prop de l'àpex, verd brillant per sobre, blanquinós, pilós sota, sobretot a les axil·les de les venes; nervi central impressionat anteriorment; 15-18 parells de venes, venes terciàries evident sota; pecíol 2.5 a 3.5 cm de llarg, tomentós al principi.
Creix al sud-est de la província xinesa de Yunnan, als boscos muntanyencs perennifolis de fulla ampla, entre els 800 i 1500 m.